# Рушкув-Другий
Рушкув-Другий (пол. Ruszków Drugi) — село в Польщі, у гміні Костелець Кольського повіту Великопольського воєводства.
Населення — 261 особа (2011).
У 1975-1998 роках село належало до Конінського воєводства.

## Демографія
Демографічна структура станом на 31 березня 2011 року:
|          | Загалом | Допрацездатний вік | Працездатний вік | Постпрацездатний вік |
| -------- | ------- | ------------------ | ---------------- | -------------------- |
| Чоловіки | 125     | 16                 | 96               | 13                   |
| Жінки    | 136     | 24                 | 83               | 29                   |
| Разом    | 261     | 40                 | 179              | 42                   |